# Croce Rossa Rumena
La Croce Rossa Rumena (Societatea Națională de Cruce Roșie din România, abbreviato SNCRR, in lingua rumena) è un'Organizzazione di Volontariato, componente della Croce Rossa e Mezzaluna Rossa Internazionale e operante nel territorio rumeno. L'associazione ha sede a Bucarest e conta 7917 volontari.

## Storia
La Croce Rossa Rumena venne fondata con il nome di Societatea Crucea Roșie din România il 4 luglio del 1876 a Bucarest, ad opera di alcuni illustri personaggi dell'epoca, quali Nicolae Crețulescu, Gheorghe Grigore Cantacuzino, Constantin Alexandru Rosetti, Ion Ghica, Carol Davila, Dimitrie Sturza e Dimitrie Ghica, che sarebbe diventato il primo presidente dell'associazione, rimasto in carica fino al 1897.
A nemmeno tre settimane dalla sua fondazione 20 luglio 1876 la prima ambulanza della Croce Rossa Rumena partì per una missione umanitaria sul fronte serbo-turco a sud del Danubio. Sulla base della solidarietà che lega le Associazioni sorelle delle varie nazioni, la prima missione aveva lo scopo di fornire assistenza medica ai soldati feriti, indipendentemente dal campo di appartenenza.
Negli anni 1877-1878, durante la Guerra d'Indipendenza, la Croce Rossa Rumena intervenne con personale medico, ambulanze e treni medici a sostegno delle truppe impegnate negli scontri. Furono create strutture ospedaliere a Bucarest e in diverse città del paese. Le società della Croce Rossa provenienti dalla Germania, Italia, Belgio, Svezia e Francia inviarono aiuti materiali e personale medico.

### Prima Guerra Mondiale
Notevole fu il supporto durante la prima guerra mondiale, laddove la missione principale prevedeva il completamento del servizio militare dell'esercito attraverso l'organizzazione di 58 ospedali localizzati su tutto il territorio nazionale rumeno. Su richiesta della società, donne appartenenti alle più diverse categorie sociali si sono offerte volontarie per lavorare negli ospedali e nelle mense gestite dall'organizzazione. La stessa regina Maria fu coinvolta nelle operazioni svolte a sostegno dei feriti. 

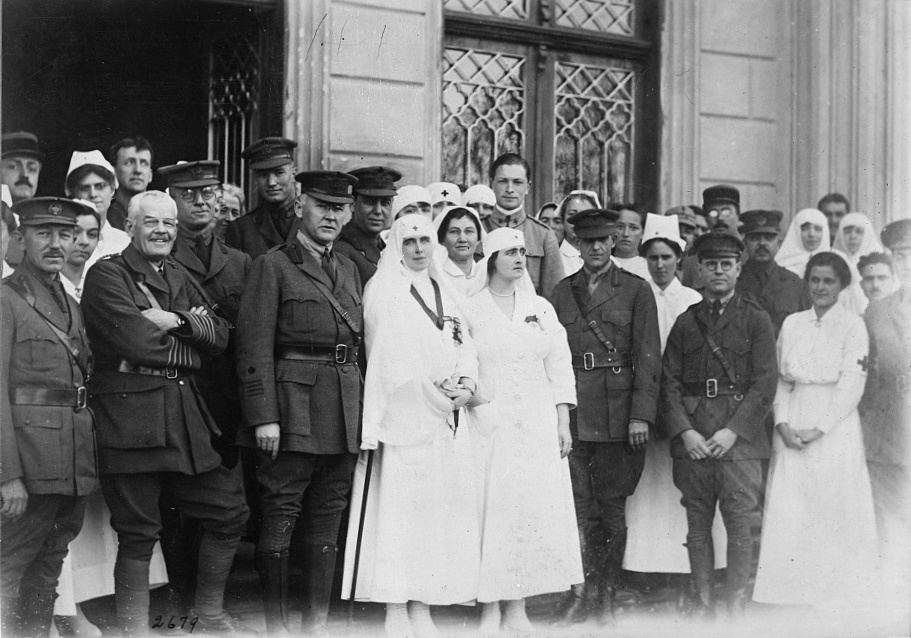
La Regina Maria e la Principessa Elisabetta di Romania, con i membri della Croce Rossa Americana, di fronte all'ospedale americano a Roman, nel 1918

Durante questo periodo la Croce Rossa Rumena ha assistito nei propri ospedali oltre 150.000 feriti, fornito cibo ai militari, ai rifugiati e alla popolazione colpita dal conflitto, ha facilitato lo scambio di corrispondenza tra i prigionieri di guerra e le loro famiglie ed ha sostenuto con cibo e vestiario i prigionieri rumeni nei campi nemici.
I fondi per queste operazioni sono stati mobilitati dalla Croce Rossa da donazioni pubbliche, dalla popolazione e da fonti esterne.
Al grande lavoro svolto per fronteggiare la difficile situazione dovuta al conflitto, la Croce Rossa si trovò nella situazione di dover curare un consistente numero di persone colpite da colera asiatico e dal tifo esantematico, epidemia scoppiata proprio in quegli anni.  
Dovette affrontare questa difficile situazione, in un contesto dove le truppe occupanti si impossessarono, a favore delle proprie truppe, non solo di un gran numero di ospedali, ma anche di una parte consistente di medicinali e materiale medico sanitario raccolto con notevoli sforzi. 
Nella sola capitale sotto occupazione, sono stati assistiti più di 7.000 pazienti. I rami della Croce Rossa sono intervenuti in più di 40 località, assistendo migliaia di feriti e ammalati.
Tramite il Comitato Internazionale della Croce Rossa, delle Società Nazionali di Danimarca e Svezia, è stato possibile ottenere informazioni sui campi all'estero dove si trovavano i prigionieri rumeni. Così, tra il 1916 e il 1918 è stato possibile stabilire il luogo di ricovero di 143679 prigionieri rumeni e il loro aiuto con cibo, vestiti e medicine.
Al termine della guerra venne fornito aiuto alle migliaia di prigionieri rilasciati che fecero ritorno alle proprie case. Fu allestita una mensa che forniva cibo, giorno e notte, agli ex prigionieri rumeni, francesi, italiani, russi e tedeschi. Fu organizzato un ospedale a Giurgiu per i prigionieri detenuti in Bulgaria e Turchia.
Per sostenere i disabili, i malati e gli orfani di guerra, la Croce Rossa istituì rifugi, mense, organizzato un ospedale da 400 posti letto a Techirghiol per la cura dei bambini affetti da tubercolosi.
Lo sforzo materiale dell'organizzazione durante la prima guerra mondiale fu assai notevole. Dalla sola Centrale sono stati stanziati circa 20 milioni di lei, a cui si aggiungono gli aiuti offerti dalle filiali. Tutto ciò non sarebbe stato possibile senza il sostegno dell'intera popolazione, che ha sostenuto gli sforzi della Croce Rossa attraverso le donazioni.

## Denominazione ufficiale
- Societatea Națională de Cruce Roșie din România (SNCRR), in rumeno, lingua ufficiale in Romania;
- Romanian Red Cross, in lingua inglese, denominazione utilizzata internazionalmente presso la Federazione Internazionale;